# Aligrynnan (i Hinjärvträsket, Korsnäs)
Aligrynnan är en ö i Finland. Den ligger i sjön Hinjärv och i kommunen Korsnäs i den ekonomiska regionen  Vasa  och landskapet Österbotten, i den sydvästra delen av landet, 300 km nordväst om huvudstaden Helsingfors. Öns area är 0,4 hektar och dess största längd är 130 meter i sydväst-nordöstlig riktning.